# Der Himmel lacht! Die Erde jubilieret
Der Himmel lacht! Die Erde jubilieret (BWV 31) ist eine Kirchenkantate von Johann Sebastian Bach.

## Entstehung
Das Werk wurde für den 21. April 1715, den ersten Ostertag, in Weimar komponiert und später in Leipzig in veränderter Form mehrfach wiederaufgeführt. Belege existieren für Wiederaufführungen in den Jahren 1724 und 1731; eine weitere Aufführung im Jahre 1735 ist wahrscheinlich.

## Thematik
Der Text stammt aus dem Evangelischen Andachts-Opffer des Weimarer Hofdichters Salomon Franck, der als Verfasser von insgesamt neun Kantatentexten Bachs gesichert ist. Die Verse bestehen rein aus freier Dichtung und deuten, dem Anlass gemäß, die Osterbotschaft, verbunden mit der Aufforderung an die Gläubigen, Jesus auch in ihrer Seele auferstehen zu lassen. Der abschließende Satz, die letzte Strophe des Sterbechorals „Wenn mein Stündlein vorhanden ist“ von Nikolaus Herman, erweist sich als Hinweis auf die Auferweckung des Christen nach seinem Tode durch Jesus.

## Besetzung
- Gesangsolisten: Sopran, Tenor, Bass,
- Chor: Sopran I/II, Alt, Tenor, Bass
- Orchester: Trompete I-III, Pauken, Oboe I-III, Taille, Violine I/II, Bratsche I/II, Violoncello I/II, Basso continuo

## Besonderheiten
Obwohl bei Bachs Kantaten eine große Besetzung an hohen Festtagen wie Ostern üblich war, ist die große Besetzung dieser Kantate mit drei Trompeten und fünf Rohrblattinstrumenten bemerkenswert – nicht weniger als fünfzehn obligate Stimmen wirken bei der Aufführung mit.
Gleich zu Beginn wird der festliche Charakter des Werks durch eine Sonata mit fanfarenartiger Einleitung demonstriert. Darauf folgt der Eingangschor in Gestalt einer fünfstimmigen Chorfuge, die die jubilierende Grundstimmung aufnimmt und weiterträgt. Es folgen zwei Rezitative, die eine Bassarie umrahmen; alle drei Sätze werden lediglich vom Basso continuo begleitet und kontrastieren entsprechend stark mit den beiden Anfangssätzen. Die folgende Tenorarie wird von einem wogenden Streicherritornell begleitet. Bei der letzten Arie kontrastieren Sopran und Solo-Oboe mit einem tiefliegenden Streicherunisono, das die Choralmelodie des Schlusssatzes bereits vorwegnimmt.
Da in Weimar der Chorton der Orgel, nach dem die Streichinstrumente gestimmt wurden, vermutlich eine Terz höher lag als der Kammerton in Leipzig, musste Bach für die Leipziger Wiederaufführungen bei den Holzbläsern teilweise ursprünglich vorgesehene Stimmen entweder weglassen oder umschreiben bzw. von anderen als in der Ursprungsbesetzung vorgesehenen Instrumenten spielen lassen.